# Jože Šantavec
Jože Šantavec (* 19. Juli 1942 in Maribor) ist ein ehemaliger jugoslawischer Radrennfahrer und nationaler Meister im Radsport.

## Sportliche Laufbahn
Šantavec stammt aus dem slowenischen Teil des Landes. 1960 siegte er in der nationalen Meisterschaft im Mannschaftszeitfahren mit Jože Roner, Anton Španinger und Anton Pečnik. 1964 siegte er im Etappenrennen Jadranska Magistrala (Istrien Spring Trophy). 
Zweimal war er am Start der Internationalen Friedensfahrt. 1964 wurde er 20. und 1965 57. der Gesamtwertung.